# Shorttrack-Weltcup 2018/19
Der Shorttrack-Weltcup 2018/19 war eine von der Internationalen Eislaufunion (ISU) veranstaltete Wettkampfserie im Shorttrack. Er begann am 2. November 2018 in Calgary und endete am 10. Februar 2019 in Turin.

## Ergebnisse

### Damen

#### Calgary
| Datum            | Wettbewerb     | Sieger                                                                                      | Zweiter                                                   | Dritter                                                                              |
| 3. November 2018 | 500 m          | Natalia Maliszewska                                                                         | Yara van Kerkhof                                          | Alyson Charles                                                                       |
| 3. November 2018 | 1500 m         | Suzanne Schulting                                                                           | Courtney Lee Sarault                                      | Jekaterina Jefremenkowa                                                              |
| 4. November 2018 | 500 m          | Lara van Ruijven                                                                            | Fan Kexin                                                 | Alyson Charles                                                                       |
| 4. November 2018 | 1000 m         | Suzanne Schulting                                                                           | Sofja Proswirnowa                                         | Véronique Pierron                                                                    |
| 4. November 2018 | 3000 m Staffel | RusslandJekaterina Jefremenkowa Jekaterina Konstantinowa Emina Malagitsch Sofja Proswirnowa | SüdkoreaChoi Min-jeong Kim Ji-yoo Kim Ye-jin Shim Suk-hee | KanadaAlyson Charles Camille de Serres Rainville Claudia Gagnon Courtney Lee Sarault |

#### Salt Lake City
| Datum             | Wettbewerb     | Sieger                                                    | Zweiter                                                                                     | Dritter                                                     |
| 10. November 2018 | 1000 m         | Suzanne Schulting                                         | Sofja Proswirnowa                                                                           | Fan Kexin                                                   |
| 10. November 2018 | 1500 m         | Choi Min-jeong                                            | Kim Ji-yoo                                                                                  | Li Xuan                                                     |
| 11. November 2018 | 500 m          | Natalia Maliszewska                                       | Suzanne Schulting                                                                           | Fan Kexin                                                   |
| 11. November 2018 | 1000 m         | Alyson Charles                                            | Anna Seidel                                                                                 | Noh Ah-rum                                                  |
| 11. November 2018 | 3000 m Staffel | SüdkoreaChoi Ji-hyun Choi Min-jeong Kim Ji-yoo Noh Ah-rum | RusslandJekaterina Jefremenkowa Jekaterina Konstantinowa Emina Malagitsch Sofja Proswirnowa | JapanMoemi Kikuchi Sumire Kikuchi Yuki Kikuchi Hitomi Saito |

#### Almaty
| Datum            | Wettbewerb     | Sieger                                                                         | Zweiter                                                     | Dritter                                                                 |
| 8. Dezember 2018 | 1000 m         | Suzanne Schulting                                                              | Kim Boutin                                                  | Noh Ah-rum                                                              |
| 8. Dezember 2018 | 1500 m         | Kim Geon-hee                                                                   | Jekaterina Jefremenkowa                                     | Li Jinyu                                                                |
| 9. Dezember 2018 | 500 m          | Petra Jászapáti                                                                | Lara van Ruijven                                            | Natalia Maliszewska                                                     |
| 9. Dezember 2018 | 1500 m         | Choi Min-jeong                                                                 | Suzanne Schulting                                           | Kim Boutin                                                              |
| 9. Dezember 2018 | 3000 m Staffel | NiederlandeRianne de Vries Suzanne Schulting Yara van Kerkhof Lara van Ruijven | SüdkoreaChoi Min-jeong Kim Geon-hee Kim Ji-yoo Shim Suk-hee | KanadaDanaé Blais Kim Boutin Alyson Charles Camille de Serres-Rainville |

#### Dresden
| Datum           | Wettbewerb     | Sieger                                                                                      | Zweiter                                                                        | Dritter                                                 |
| 2. Februar 2019 | 1000 m         | Sofja Proswirnowa                                                                           | Choi Ji-hyun                                                                   | Cynthia Mascitto                                        |
| 2. Februar 2019 | 1500 m         | Kim Ji-yoo                                                                                  | Kim Boutin                                                                     | Suzanne Schulting                                       |
| 3. Februar 2019 | 500 m          | Martina Valcepina                                                                           | Lara van Ruijven                                                               | Natalia Maliszewska                                     |
| 3. Februar 2019 | 1000 m         | Suzanne Schulting                                                                           | Kim Ji-yoo                                                                     | Zhang Chutong                                           |
| 3. Februar 2019 | 3000 m Staffel | RusslandJekaterina Jefremenkowa Jekaterina Konstantinowa Emina Malagitsch Sofja Proswirnowa | NiederlandeLara van Ruijven Rianne de Vries Suzanne Schulting Yara van Kerkhof | SüdkoreaChoi Ji-hyun Kim Geon-hee Kim Ji-yoo Kim Ye-jin |

#### Turin
| Datum            | Wettbewerb     | Sieger                                                                         | Zweiter                                                              | Dritter                                                                                     |
| 9. Februar 2019  | 500 m          | Martina Valcepina                                                              | Natalia Maliszewska                                                  | Kim Boutin                                                                                  |
| 9. Februar 2019  | 1500 m         | Suzanne Schulting                                                              | Kim Ji-yoo                                                           | Anna Seidel                                                                                 |
| 10. Februar 2019 | 500 m          | Martina Valcepina                                                              | Elise Christie                                                       | Maame Biney                                                                                 |
| 10. Februar 2019 | 1000 m         | Kim Boutin                                                                     | Choi Min-jeong                                                       | Alyson Charles                                                                              |
| 10. Februar 2019 | 3000 m Staffel | NiederlandeRianne de Vries Suzanne Schulting Yara van Kerkhof Lara van Ruijven | ItalienCecilia Maffei Arianna Sighel Martina Valcepina Elena Viviani | RusslandJekaterina Jefremenkowa Jekaterina Konstantinowa Emina Malagitsch Sofja Proswirnowa |

#### Weltcupstände
Endstand
| Rang | Name                | Punkte |
| ---- | ------------------- | ------ |
| 1    | Natalia Maliszewska | 40800  |
| 2    | Martina Valcepina   | 39216  |
| 3    | Lara van Ruijven    | 35216  |
| 4    | Yara van Kerkhof    | 20975  |
| 5    | Petra Jászapáti     | 19306  |
| 6    | Fan Kexin           | 16078  |
| 7    | Alyson Charles      | 14897  |
| 8    | Suzanne Schulting   | 13120  |
| 9    | Maame Biney         | 12812  |
| 10   | Elise Christie      | 12096  |

| Rang | Name              | Punkte |
| ---- | ----------------- | ------ |
| 1    | Suzanne Schulting | 40000  |
| 2    | Sofja Proswirnowa | 29695  |
| 3    | Alyson Charles    | 26640  |
| 4    | Véronique Pierron | 18105  |
| 5    | Kim Boutin        | 18000  |
| 6    | Kim Ji-yoo        | 16315  |
| 7    | Rianne de Vries   | 16047  |
| 8    | Noh Ah-rum        | 14897  |
| 9    | Anna Seidel       | 11570  |
| 10   | Choi Ji-hyun      | 9409   |

| Rang | Name                    | Punkte |
| ---- | ----------------------- | ------ |
| 1    | Suzanne Schulting       | 34400  |
| 2    | Kim Ji-yoo              | 29277  |
| 3    | Choi Min-jeong          | 28192  |
| 4    | Jekaterina Jefremenkowa | 19118  |
| 5    | Li Jinyu                | 15870  |
| 6    | Kim Boutin              | 14400  |
| 7    | Anna Seidel             | 10536  |
| 8    | Li Xuan                 | 10407  |
| 9    | Hanne Desmet            | 10190  |
| 10   | Kim Geon-hee            | 10000  |

| Rang | Team                | Punkte |
| ---- | ------------------- | ------ |
| 1    | Russland            | 34400  |
| 2    | Niederlande         | 33120  |
| 3    | Südkorea            | 32400  |
| 4    | Kanada              | 20541  |
| 5    | Italien             | 15741  |
| 6    | Japan               | 13773  |
| 7    | Kasachstan          | 13566  |
| 8    | Volksrepublik China | 9673   |
| 9    | Polen               | 9593   |
| 10   | Vereinigte Staaten  | 7911   |

### Herren

#### Calgary
| Datum            | Wettbewerb     | Sieger                                                                       | Zweiter                                                      | Dritter                                                              |
| 3. November 2018 | 500 m          | Wu Dajing                                                                    | Shaoang Liu                                                  | Kim Gun-woo                                                          |
| 3. November 2018 | 1500 m         | Kazuki Yoshinaga                                                             | Lee June-seo                                                 | Vladislav Bykanov                                                    |
| 4. November 2018 | 500 m          | Wu Dajing                                                                    | Absal Äschghalijew                                           | Shaolin Sándor Liu                                                   |
| 4. November 2018 | 1000 m         | Shaoang Liu                                                                  | Park Ji-won                                                  | Ren Ziwei                                                            |
| 4. November 2018 | 5000 m Staffel | UngarnCsaba Burján Cole William Isaac Krueger Shaoang Liu Shaolin Sándor Liu | SüdkoreaHong Kyung-hwan Lee June-seo Lim Hyo-jun Park Ji-won | NiederlandeDaan Breeuwsma Itzhak de Laat Sjinkie Knegt Dennis Visser |

#### Salt Lake City
| Datum             | Wettbewerb     | Sieger                                                        | Zweiter                                                       | Dritter                                                                         |
| 10. November 2018 | 1000 m         | Sándor Liu Shaolin                                            | Ren Ziwei                                                     | Park Ji-won                                                                     |
| 10. November 2018 | 1500 m         | Sjinkie Knegt                                                 | Lee June-seo                                                  | Steven Dubois                                                                   |
| 11. November 2018 | 500 m          | Wu Dajing                                                     | Lim Hyo-jun                                                   | Shaoang Liu                                                                     |
| 11. November 2018 | 1000 m         | Hong Kyung-hwan                                               | Thibaut Fauconnet                                             | Denis Airapetjan                                                                |
| 11. November 2018 | 5000 m Staffel | UngarnCsaba Burján Shaoang Liu Shaolin Sándor Liu Alex Varnyú | Volksrepublik ChinaJia Haidong Ren Ziwei Wu Dajing Yu Songnan | RusslandDenis Airapetjan Konstantin Iwlijew Alexander Schulginow Pawel Sitnikow |

#### Almaty
| Datum            | Wettbewerb     | Sieger                                                               | Zweiter                                                       | Dritter                                                  |
| 8. Dezember 2018 | 1000 m         | Shaoang Liu                                                          | Sjinkie Knegt                                                 | Lee June-seo                                             |
| 8. Dezember 2018 | 1500 m         | Lim Hyo-jun                                                          | Kim Gun-woo                                                   | Hwang Dae-heon                                           |
| 9. Dezember 2018 | 500 m          | Samuel Girard                                                        | Shaoang Liu                                                   | Absal Äschghalijew                                       |
| 9. Dezember 2018 | 1500 m         | Kim Gun-woo                                                          | Hong Kyung-hwan                                               | Lee June-seo                                             |
| 9. Dezember 2018 | 5000 m Staffel | NiederlandeDaan Breeuwsma Itzhak de Laat Sjinkie Knegt Dennis Visser | KanadaPascal Dion Steven Dubois Samuel Girard Charles Hamelin | Volksrepublik ChinaAn Kai Sun Long Xu Hongzhi Yu Songnan |

#### Dresden
| Datum           | Wettbewerb     | Sieger                                                           | Zweiter                                                             | Dritter                                                                      |
| 2. Februar 2019 | 1000 m         | Hwang Dae-heon                                                   | Charle Cournoyer                                                    | Hong Kyung-hwan                                                              |
| 2. Februar 2019 | 1500 m         | Kim Gun-woo                                                      | Charles Hamelin                                                     | Lim Hyo-jun                                                                  |
| 3. Februar 2019 | 500 m          | Lim Hyo-jun                                                      | Hwang Dae-heon                                                      | Cédrik Blais                                                                 |
| 3. Februar 2019 | 1000 m         | Park Ji-won                                                      | Vladislav Bykanov                                                   | Sébastien Lepape                                                             |
| 3. Februar 2019 | 5000 m Staffel | KanadaCharle Cournoyer Charles Hamelin Pascal Dion Samuel Girard | JapanHiroki Yokoyama Kazuki Yoshinaga Keita Watanabe Teppei Kikuchi | UngarnAlex Varnyú Cole William Isaac Krueger Csaba Burján Shaolin Sándor Liu |

#### Turin
| Datum            | Wettbewerb     | Sieger                                                                          | Zweiter                                                           | Dritter                                                                 |
| 9. Februar 2019  | 500 m          | Hwang Dae-heon                                                                  | Sándor Liu Shaolin                                                | Cédrik Blais                                                            |
| 9. Februar 2019  | 1500 m         | Kim Gun-woo                                                                     | Hong Kyung-hwan                                                   | Steven Dubois                                                           |
| 10. Februar 2019 | 500 m          | Lim Hyo-jun                                                                     | Kim Gun-woo                                                       | Yu Songnan                                                              |
| 10. Februar 2019 | 1000 m         | Hwang Dae-heon                                                                  | Park Ji-won                                                       | Steven Dubois                                                           |
| 10. Februar 2019 | 3000 m Staffel | RusslandDenis Airapetjan Semjon Jelistratow Alexander Schulginow Pawel Sitnikow | JapanKota Kikuchi Keita Watanabe Hiroki Yokoyama Kazuki Yoshinaga | ItalienMattia Antonioli Andrea Cassinelli Yuri Confortola Tommaso Dotti |

#### Weltcupstände
Endstand
| Rang | Name               | Punkte |
| ---- | ------------------ | ------ |
| 1    | Lim Hyo-jun        | 31439  |
| 2    | Wu Dajing          | 30000  |
| 3    | Samuel Girard      | 26434  |
| 4    | Hwang Dae-heon     | 23235  |
| 5    | Sándor Liu Shaolin | 22632  |
| 6    | Shaoang Liu        | 22400  |
| 7    | Kim Gun-woo        | 17021  |
| 8    | Absal Äschghalijew | 15742  |
| 9    | Cédrik Blais       | 15248  |
| 10   | Ren Ziwei          | 12673  |

| Rang | Name               | Punkte |
| ---- | ------------------ | ------ |
| 1    | Park Ji-won        | 37520  |
| 2    | Hong Kyung-hwan    | 24459  |
| 3    | Shaoang Liu        | 23277  |
| 4    | Ren Ziwei          | 20954  |
| 5    | Hwang Dae-heon     | 20000  |
| 6    | Sándor Liu Shaolin | 19497  |
| 7    | Vladislav Bykanov  | 16413  |
| 8    | Charle Cournoyer   | 16129  |
| 9    | Thibaut Fauconnet  | 14260  |
| 10   | Sébastien Lepape   | 8628   |

| Rang | Name               | Punkte |
| ---- | ------------------ | ------ |
| 1    | Kim Gun-woo        | 38000  |
| 2    | Steven Dubois      | 23040  |
| 3    | Lee June-seo       | 22515  |
| 4    | Lim Hyo-jun        | 19902  |
| 5    | Hong Kyung-hwan    | 17074  |
| 6    | Kazuki Yoshinaga   | 15719  |
| 7    | Sjinkie Knegt      | 15264  |
| 8    | Thibaut Fauconnet  | 13771  |
| 9    | Keita Watanabe     | 13752  |
| 10   | Semjon Jelistratow | 13410  |

| Rang | Team                | Punkte |
| ---- | ------------------- | ------ |
| 1    | Ungarn              | 29677  |
| 2    | Kanada              | 26397  |
| 3    | Japan               | 24192  |
| 4    | Niederlande         | 23617  |
| 5    | Volksrepublik China | 23616  |
| 6    | Russland            | 19571  |
| 7    | Italien             | 18893  |
| 8    | Südkorea            | 16815  |
| 9    | Vereinigte Staaten  | 8918   |
| 10   | Frankreich          | 8913   |

### Mixed
| Datum             | Ort            | Wettbewerb     | Sieger                                                                                    | Zweiter                                                                    | Dritter                                                                          |
| 4. November 2018  | Calgary        | 2000 m Staffel | Volksrepublik ChinaFan Kexin Li Jinyu Ren Ziwei Wu Dajing                                 | NiederlandeDaan Breeuwsma Rianne de Vries Sjinkie Knegt Suzanne Schulting  | SüdkoreaChoi Min-jeong Kim Ye-jin Lee June-seo Park Ji-won                       |
| 11. November 2018 | Salt Lake City | 2000 m Staffel | UngarnSára Luca Bácskai Petra Jászapáti Shaoang Liu Sándor Liu Shaolin                    | NiederlandeDaan Breeuwsma Sjinkie Knegt Suzanne Schulting Lara van Ruijven | FrankreichAurélie Monvoisin Quentin Fercoq Sébastien Lepape Véronique Pierron    |
| 9. Dezember 2018  | Almaty         | 2000 m Staffel | KanadaCédrik Blais Kim Boutin Alyson Charles Samuel Girard                                | SüdkoreaChoi Min-jeong Kim Gun-woo Lee June-seo Shim Suk-hee               | Volksrepublik ChinaLi Jinyu Li Xuan Xu Hongzhi Yu Songnan                        |
| 3. Februar 2019   | Dresden        | 2000 m Staffel | RusslandAlexander Schulginow Jekaterina Jefremenkowa Semjon Jelistratow Sofja Proswirnowa | UngarnAndrás Sziklási Csaba Burján Petra Jászapáti Sára Luca Bácskai       | Vereinigtes KönigreichElise Christie Farrell Treacy Jack Burrows Kathryn Thomson |
| 10. Februar 2019  | Turin          | 2000 m Staffel | RusslandJekaterina Jefremenkowa Semjon Jelistratow Pawel Sitnikow Jewgenija Sacharowa     | KanadaKim Boutin Samuel Girard Charles Hamelin Courtney Lee Sarault        | Vereinigte StaatenMaame Biney Kristen Santos Jonathan So Aaron Tran              |